# 华南尖额蚤
华南尖额蚤（学名：Alona milleri）为盘肠蚤科尖额蚤属的动物。在中国大陆，分布于广东、福建、云南等地，其标本采集在河流和较大的湖泊沿岸。